# Prins Caspian (bog)
|  | Denne artikel handler om bogen. For artiklen om filmen, se Narnia: Prins Caspian (film) |
Prins Caspian (originaltitel: Prince Caspian) er anden bog i C.S. Lewis' fantasy-serie Narnia-fortællingerne (fjerde i den kronologiske orden). Bogen er udgivet i 1951, og blev oversat til dansk i 1983 af Niels Søndergaard på Borgens Forlag.
Bogen er blevet filmatiseret af BBC i 1989 og senere af Disney i samarbejde med Walden Media i maj 2008.

## Handling
Året er 1941. Der er gået et år siden de fire børn Peter, Susan, Edmund og Lucy oplevede deres første eventyr i Narnia fra historien om Løven, heksen og garderobeskabet. Pludselig bliver de på magisk vis trukket ind i Narnia igen, hvor de opdager at der er gået mere end tusind år siden de regerede i landet.

Efter forskellige oplevelser – hvor de blandt andet møder dværgen Trumfe – møder de Prins Caspian X, som kæmper for sin trone mod sin onde onkel, telmarineren Miraz, også kaldet Miraz Tronraneren. Telmarinerne har erobret Narnia og har siden forsøgt at udrydde det gamle eventyrlige Narnia. Caspian er vokset op på kongeslottet, men hører om det gamle Naria gennem først hans barnepige og senere gennem hans lærer, der selv gemmer på flere hemmeligheder.
Da Miraz får en søn må Caspain flygte fra slottet, og har mødt gammelnarnierne, som de oprindelige beboere i Narnia kaldes. Men under den desperate kamp er der andre kræfter som også forsøger at blande sig i striden.